# 米哈伊利夫卡 (哈爾科夫區)
50°4′41″N 36°31′22″E / 50.07806°N 36.52278°E
米哈伊利夫卡（烏克蘭語：Михайлівка）是位於烏克蘭東部的村莊，由哈爾科夫州哈爾科夫區的齊爾庫尼市鎮負責管轄。該村始建於1875年，面積1.7平方公里，海拔高度151米，2001年人口12，人口密度每平方公里7.1人。